# Jezioro Wieckie
Jezioro Wieckie (kasz. Wiecczé Jezoro) – jezioro rynnowe położone na Równinie Charzykowskiej w powiecie kościerskim województwa pomorskiego ("Lipuski Obszar Chronionego Krajobrazu"). Wieckie zajmuje powierzchnię 92 ha. Przed wojną zachodnim brzegiem jeziora przebiegała granica z Niemcami (jezioro znajdowało się w całości na terenie Polski. Według miejscowej legendy, pod głazem (leży on 50 m od brzegu i wystaje ponad poziom wody) w kształcie trumny spoczywa Władysław Jagiełło. W leżącej na wschodnim brzegu jeziora Śluzie znajdowała się do września 1939 roku strażnica Straży Granicznej. Wzdłuż jeziora prowadzi szlak spływów kajakowych. Z jeziorem Wieckim powiązany jest epizod z życia Agnieszki Osieckiej to właśnie tu autorka zainspirowana chwilą i jeziorem napisała tekst do piosenki Wielka woda.